# Hughes (Alaska)
Pour les articles homonymes, voir Hughes.
Hughes est une localité d'Alaska (États-Unis) dans la région du Yukon-Koyukuk. En 2010, il y avait 77 habitants.

## Situation - climat
Elle est située sur une falaise à une altitude de 152 m sur la rive est de la rivière Koyukuk, à 185 km à vol d'oiseau au nord-est de Galena et à 338 km à vol d'oiseau de Fairbanks.
Les températures extrêmes sont de −56 °C en janvier à 32 °C en juillet.

## Histoire
De nombreux peuples indigènes ont vécu dans cet endroit, dont les Athabascans Koyukon qui se déplaçaient de camp en camp pour suivre le gibier tout au long de l'année. Hughes a été aussi un lieu d'échanges entre les Athabascans et les Eskimos. La communauté a pris le nom du gouverneur Charles Hughes en 1910. Elle a servi de lieu d'accostage des bateaux des prospecteurs d'or de la rivière Indian, jusqu'au déclin des mines, vers 1915. Mais les populations d'origine restèrent sur place. Une poste a ouvert en 1942, une piste d'aérodrome a été aménagée en 1950, une école en 1956, et une clinique en 1968. Les routes locales ont été refaites en 1974.
En septembre 1994, une inondation a entièrement détruit les habitations, qui ont dû être reconstruites.
Les habitants pratiquent une économie de subsistance à base de chasse, de pêche et de cueillette, ou travaillent dans les services locaux, magasin, conseil tribal, école.

## Démographie
| 1920 | 1940 | 1950 | 1960 | 1970 | 1980 |
| ---- | ---- | ---- | ---- | ---- | ---- |
| 45   | 32   | 49   | 69   | 85   | 73   |

| 1990 | 2000 | 2010 | - | - | - |
| ---- | ---- | ---- | - | - | - |
| 54   | 78   | 77   | - | - | - |